# Live at The New Morning
Live at The New Morning is het derde muziekalbum van het Britse Soft Machine Legacy. De band bestaat uit voormalige leden van Soft Machine, die de draad weer proberen op te pakken. Anderhalve maand na het concert komt Elton Dean te overlijden. Het was zijn laatste concert. Het concert werd gegeven in The New Morning in Parijs.

## Musici
- Hugh Hopper – basgitaar
- John Marshall – slagwerk
- Elton Dean – saxello, altsaxofoon, toetsen (Fender Rhodes)
- John Etheridge – gitaar

## Composities

### CD1
1. Ash (Etheridge)
2. Seven for Lee (Dean)
3. 1212 (Hopper)
4. Baker’s Treat (Dean)

### CD2
1. Has Riff (Mike Ratledge, Etheride, Hopper, Marshall, Dean)
2. Kings and Queens (Hopper)
3. Sideburn (Marshall) (slagwerksolo)
4. Two down (Etheridge, Marshall)
5. Kite runner (Etheridge)
6. Strange comforts (Etheridge)

Van het concert is ook een dvd-versie uitgegeven.